# Parafia św. Jana Chrzciciela w Międzyrzeczu
Parafia św. Jana Chrzciciela w Międzyrzeczu – rzymskokatolicka parafia położona w dekanacie Pszczew, diecezji zielonogórsko-gorzowskiej, metropolii szczecińsko-kamieńskiej w Polsce. Została erygowana w 1232. Jest to najstarsza parafia w mieście. Kościół został zbudowany w XV wieku w stylu późnogotyckim.